# Чарлз Хъгинз
Чарлз Брентън Хъгинз (на английски: Charles Brenton Huggins) е канадско-американски лекар (онколог), физиолог, професор в Чикаго.

## Биография
Роден е на 22 септември 1901 година в Халифакс, Канада. Заминава да учи в САЩ, като получава бакалавърска степен през 1920 година и става доктор по медицина (1924) в Харвардския университет.
Основно работи върху лечението с хормони на рак на простатата и на млечната жлеза. Получава Нобелова награда за физиология или медицина през 1966 година.
Умира в Чикаго през 1997 година.